# 奥诺拉·奥尼尔
奥诺拉·希薇亞·奥尼尔，班加夫男爵夫人奥尼尔（英語：Onora Sylvia O'Neill, Baroness O'Neill of Bengarve，1941年8月23日—），英国哲学家，上议院中立议员。
奥尼尔的父亲是唐·道格拉斯·沃尔特·奥尼尔爵士。奥尼尔在德国和伦敦圣保罗女子学校接受教育，后到牛津大学学习哲学、心理学和生理学。她在哈佛大学获得博士学位，师从约翰·罗尔斯。在20世纪70年代，奥尼尔在纽约市哥伦比亚大学的女子学院——巴纳德学院任教。 1977年，她回到英国，在埃塞克斯大学任职。1992，奥尼尔年担任剑桥大学纽纳姆学院院长，并担任哲学教授。
奥尼尔是剑桥大学名誉哲学教授、英国科学院前院长（2005-2009），并主持了纳菲尔德基金会（1998 - 2010年）。 2003年，她担任英国哲学协会（BPA）的创始主席。 2013年，奥尼尔在阿姆斯特丹大学担任斯宾诺莎哲学主席。直到2006年10月，奥尼尔一直是剑桥大学纽纳姆学院的院长，并任“平等与人权委员会”会长直至2016年4月。奥尼尔的工作获得了无数的荣誉和奖项，其中包括百万美元的伯格鲁恩奖。

## 哲学思想
奥尼尔的著作涉及政治哲学、伦理学、国际正义、生物伦理学和康德哲学等广泛领域。
在一系列著作中，奥尼尔捍卫了康德主义伦理学并进行建设性的阐释。同时她也受约翰·罗尔斯（John Rawls）著作的深刻影响，强调信任、同意和对自治的尊重在公正社会中的重要性。奥尼尔撰写了大量关于信任的文章，指出“人们经常选择依赖他们认为是不信任的人”，并表示我们“需要免费的专业人士和公共服务为公众服务……需要致力于追求更明智的问责形式……需要重新思考在其中怀疑已成为司空见惯的媒体文化”。

## 荣誉与头衔
除学生活动外，奥尼尔一生中积极参与社会公共事业，所获得的荣誉也难以枚举。以下仅列出她2006年以前的社会活动：
奥尼尔曾任亚里士多德协会主席（1988-1989年）、动物处置委员会会员（1990-1994年）、纳菲尔德生物伦理委员会主席（1996-1998年）、人类遗传学咨询委员会会员（1996-1999年）以及英国广播公司章程审查专家委员会成员。奥尼尔目前是纳菲尔德基金会主席（自1997年起），并担任“科学灵感”学会（自2002年起）、迪奇雷基金会和盖茨剑桥信托基金的受托人。此外，她还在2005年至2009年期间担任英国科学院院长。奥尼尔还是全球卫生奖励咨询委员会的成员，该非盈利组织负责制定健康影响力基金计划。
1999年，奥尼尔被授予终生荣誉：班加夫男爵夫人奥尼尔（属于安特里姆郡编制），并于2007年当选为荣誉皇家学会院士。她还是美国文理科学院（1993）和奥地利科学院（2002年）的荣誉会员、美国哲学学会外籍成员（2003年）。皇家爱尔兰学院院士（2003年），利奥波第那科学院（2004年）和挪威科学院外籍成员（2006年），以及英国医学科学院院士。

## 主要作品

### 出版物
- O'Neill, Onora. . 紐約: 哥倫比亞大學出版社. 1975.
- O'Neill, Onora. . 艾倫與昂溫出版社. 1986.
- O'Neill, Onora. . 劍橋大學出版社. 1989.
- O'Neill, Onora. . 劍橋大學出版社. 1996.
- O'Neill, Onora. . 劍橋大學出版社. 2000.
- O'Neill, Onora. . 劍橋大學出版社. 2002.
- O'Neill, Onora. . 劍橋大學出版社. 2002.
- O'Neill, Onora. . 劍橋大學出版社. 2005.
- O'Neill, Onora. . 劍橋大學出版社. 2007.（與Neil Manson合著）
- O'Neill, Onora. . 劍橋大學出版社. 2015.
- O'Neill, Onora. . 劍橋大學出版社. 2016.

### 主要文章
- O'Neill, Onora. . 哲學與公共事務 (Wiley). 1985年夏季, 14 (3): 252–277. JSTOR 2265350.
- O'Neill, Onora. . 亞里士多德學會會議紀要（補充卷） (Wiley). 1998年6月, 72 (1): 211–228. JSTOR 4107017. doi:10.1111/1467-8349.00043.
- O'Neill, Onora. . 比例 (Wiley). 2003年12月, 16 (4): 319–331. doi:10.1046/j.1467-9329.2003.00226.x. :: 另見: Scanlon, T.M. . 比例 (Wiley). 2003年12月, 16 (4): 424–439. doi:10.1046/j.1467-9329.2003.00231.x.
- O'Neill, Onora. . 哲學現在. 2013年3–4月, 95: 8–9  [2017-10-23]. （原始内容存档于2020-11-11）.